# Janez Levec
Janez Levec (23. října 1943 v Celje - 13. ledna 2020) byl slovinský chemický inženýr, akademik a redaktor odborných časopisů. Byl profesorem chemického inženýrství na Fakultě chemie a chemické technologie Univerzity v Lublani a po odchodu do důchodu emeritní výzkumný pracovník na katedře katalýzy a chemického reakčního inženýrství Národního institutu chemie. Přihlásil tři evropské a jeden americký patent.
Je autorem více než 90 původních odborných článků v mezinárodních časopisech, 40 příspěvků na mezinárodních konferencích a 6 příspěvků v monografiích. Mezi jeho nejcitovanější články patří Korelace pro předpovídání poklesů tlaku a zadržování kapalin ve zkrápěných reaktorech a Oxidace organických znečišťujících látek v průmyslových odpadních vodách.
Levec přednášel na mnoha mezinárodních konferencích a významných univerzitách - například University of Houston, University of California at Berkeley, Tokyo Institute of Technology nebo Švýcarský federální technologický institut v Curychu (ETHZ). Spolupracoval s výzkumníky chemických a petrochemických odvětví - například Bayer A.G., Catalytica, CIBA-Geigy, Rhône-Poulenc, Exxon nebo Hanwha.

## Vzdělání

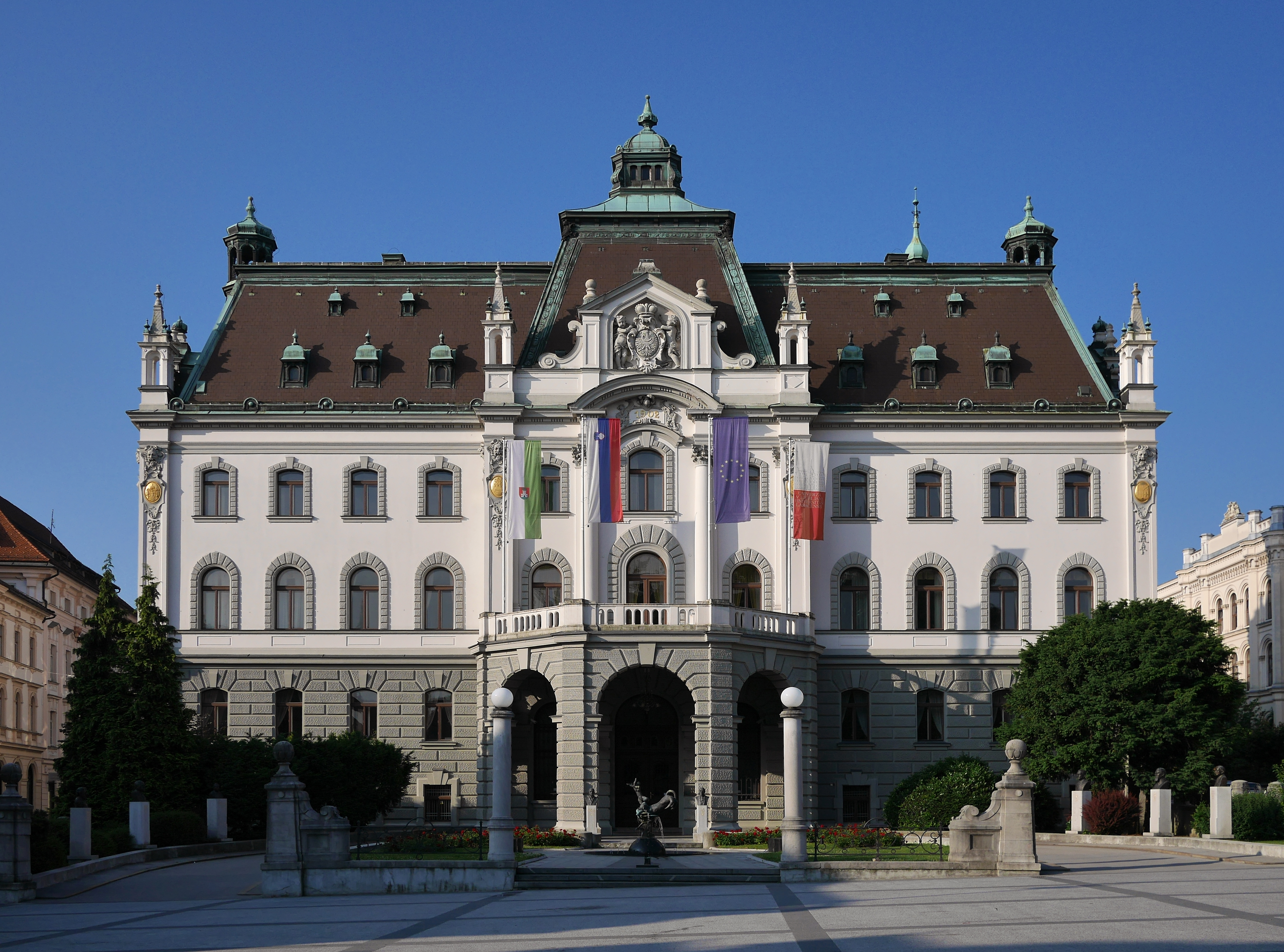
Univerzita v Lublani

V roce 1968 Levec ukončil bakalářské studium chemického inženýrství a pokračoval v postgraduálním studiu na univerzitě v Lublani. V roce 1972 získal doktorát.
Od roku 1968 do roku 1970 byl zaměstnán ve farmaceutické společnosti Lek jako inženýr výzkumu a vývoje. V roce 1971 nastoupil na místo výzkumného asistenta na katedře chemického inženýrství univerzity v Lublani. V roce 1979 se tam stal docentem a v roce 1984 řádným profesorem chemického inženýrství.

## Kariera
- V roce 1971 byl Levec zaměstnán na Fakultě chemie a chemické technologie Univerzity v Lublani.
- V letech 1974-1975 a 1981-1982 působil jako výzkumný pracovník na Katedře chemického inženýrství UC Davis.
- V letech 1977-1980 a 1985-1988 vedl dva projekty National Science Foundation zabývající se hydrodynamikou reaktorů se zkrápěným ložem.
- V roce 1984 se na dva měsíce připojil k výzkumné skupině v NCSU (Raleigh).
- Po návratu z USA zavedl do studia chemického inženýrství moderní přístupy ke katalýze, kinetice a inženýrství, které jsou použitelné dodnes.
- Od roku roku 1984 byl řádným profesorem chemického inženýrství na Fakultě chemie a chemické technologie Univerzity v Lublani.
- Od roku 1985 byl také vedoucím Laboratoře katalýzy a reakčního inženýrství v Ústavu chemie.
- V roce 1989 pracoval šest měsíců na univerzitě v Erlangenu.
- V letech 1991-92 a 1994-96 prováděl výzkum oxidace organických znečišťujících látek v odpadních vodách pro rámcové programy EU.
- Působil jako vědecký poradce pro Kinetics Technology International (KTI), Süd Chemie a Lek.
- Byl vedoucí subsekce technických věd ve společnosti SASA.
- V roce 2015 byl dočasně pověřeným ředitelem Ústavu chemie.

## Funkce
- V letech 1978-86 působil jako tajemník Slovinské chemické společnosti.
- V letech1988-91 byl předseda Jugoslávského výboru chemického inženýrství,
- V letech 1993-98 byl viceprezident a v letech 1998-2000 prezident Rady pro inženýrské vědy na Ministerstvu vědy a technologie.
- V roce 1997 byl zvolen přidruženým členem Slovinské akademie věd a umění a v roce 2003 jejím řádným členem.

## Ocenění
- V roce 1988 obdržel Kidričovu cenu za vynikající výzkumné výsledky.
- V roce 1996 obdržel titul velvyslance Slovinské republiky pro vědu.
- V roce 2009 Grand Pregl Award za výzkumnou práci Ústavu chemie, jejímž stálým pracovníkem se stal  v roce 2016.
- V roce 2014 obdržel cenu Zois - nejvyšší ocenění ve Slovinsku za úspěchy v oblasti vědeckého výzkumu a vývoje.

## Publikace
- J. Levec, R. G. Carbonell: Podélná a boční tepelná disperze v utěsněném loži. Část I: Teorie. Část II: Srovnání teorie a experimentu. AIChE Journal, 1985, roč. 31, str. 581-602
- A. Pintar, J. Levec: Antalytická oxidace organických látek ve vodném roztoku: I. Kinetika oxidace fenolu. J. Catal., 1992. sv. 135, str. 345-357
- M. Krajnc, J. Levec: O kinetice oxidace fenolu v superkritické vodě. AIChE Journal, 1996, roč. 42, str. 1977-1984
- J. Donlagič, J. Levec: Mokrá oxidace azobarviva: Hrudková kinetika v dávkových a smíšených reaktorech, AIChE Journal, 1999, roč. 45, str. 2571-2579
- A. Lakota, J. Levec, R.G. Carbonell: Hydrodynamika skrápěcího proudění v přeplněném dně: Koncept relativní propustnosti. Časopis AIChE, 2002, roč. 48, str. 731-738
- D. Němec, J. Levec: Průtok reaktory s plněným ložem: 2. Dvoufázový souběžný sestupný proud. Chem. Eng. Sci., 2005, roč. 60, str. 6958-6970
- Uspořádání a proces pro oxidaci vodného média, Patent Spojených států, 5,928,521, 21. července 1999.
- Levec působil jako člen redakčních rad časopisů Chinese Journal of Chemical Engineering, International Journal of Chemical Engineering a International Review of Chemical Engineering a působil v mnoha významných časopisech jako recenzent (AIChE J., Chemical Engineering Science, Industrial and Engineering Chemistry Research, Journal of Catalysis, Applied Catalysis B Environment) a jako člen vědeckých výborů mnoha prestižních mezinárodních konferencí v oboru.